# Liste de personnalités d'origine aroumaine
Cet article contient une liste de personnalités d'origine aroumaine.
Les Aroumains sont les populations locutrices des langues romanes orientales descendant des populations de thraces romanisées du Ier au VIe siècle dans les Balkans et le bassin du bas-Danube.

## Contexte
N'ayant pas d'état, les Aroumains ont donné des personnalités aux pays passés ou présents dont ils furent les sujets ou les citoyens.
Au XIXe siècle, de nombreux négociants valaques (comme on appelait alors les Aroumains et les Roumains) s'enrichirent et purent donner à une ancienne tradition valaque, le « parrainage » (tout homme aisé se devait d'aider de plus jeunes, de plus pauvres ou de plus instruits que lui, ou encore des institutions d'entraide), une dimension moderne : celle du « mécénat ».
Les Valaques modernes en entretiennent soigneusement la mémoire, alors que les états en question (Roumanie, Bulgarie, Albanie, Grèce, plus rarement Autriche, Hongrie ou France) ignorent ou même occultent leurs origines (non sans controverses dans certains cas, notamment ceux des personnages historiques, fortement revendiqués par les histoires nationales modernes, ou ceux des personnes dont l'ascendance n'est que partiellement « valaque »).	 

## Personnages historiques
- Léon Ier, thrace romanisé, empereur byzantin de 457 à 474. À la suite de l'hellénisation de l'Empire et de la perte des territoires habités par les Thraco-Romains ) partir du VIe siècle, les empereurs suivants seront d'origine grecque, anatolienne ou arménienne mais plusieurs souverains de Bulgarie seront d'origine valaque entre 1186 et 1261 :
- Ioan Asan Ier (Ivan Asen Ier en bulgare), souverain du Royaume des Bulgares et des Valaques de 1189 à 1196 ;
- Jean Kalojean (ou Ioan Caloian), souverain du Royaume des Bulgares et des Valaques de 1197 à 1207 ;
- Ioan Asan II (Ivan Asen II en bulgare), souverain du Royaume des Bulgares et des Valaques de 1218 à 1241. Après le XIIIe siècle les Valaques deviennent de plus en plus minoritaires au sud du Danube, où ils cessent d'avoir un destin politique. Beaucoup d'entre eux s'installeront au fil du temps au nord du Danube, parmi les daco-romains, où ils s'intégreront aux Roumains :
- Dynastie Ghica, hospodars des principautés danubiennes de Moldavie et Valachie : voir aussi Grigore Ier Ghica et Ion Ghica, dynastie mi-Aroumaine, mi-Arnaoute.
- Joachim III de Constantinople, l'un des patriarches de Constantinople.
- Ioannis Kolettis, l'un des protagonistes de la Guerre d'indépendance grecque.

## Philanthropes
- Apostolos Arsakis (1792-1874) : mécène grec (écoles générales et professionnelles).
- Georges Averoff (1818-1899), mécène grec (stade d'Athènes, université, école des cadets de la marine).
- Evángelos Avéroff mécène grec, grand oncle du précédent.
- Georges de Bellio (George Bellu), collectionneur d'art et mécène français (collection au musée Marmottan, Paris).
- Famille Darvari, mécènes en Autriche-Hongrie (étudiants à Vienne et Prague).
- Famille Dâmba, mécènes en Autriche-Hongrie (étudiants à Vienne et Budapest), dont Stergios Doumbas (1830-1900), cofondateur et donateur de la Bibliothèque nationale de Grèce, mécène de Franz Schubert et de Johann Strauss, et du Musikverein de Vienne.
- Emanuil Gojdu, mécène en Hongrie (étudiants de Budapest, hôpitaux).
- Hagi Meitani, mécène en Autriche-Hongrie (étudiants à Vienne).
- Hagi Moscu, mécène en Autriche-Hongrie (écoles en Croatie et Transylvanie).
- Demetrios Postolakas, cofondateur de la Bibliothèque Nationale de Grèce.
- Marcu Puiu, mécène en Autriche-Hongrie (hôpitaux).
- Georgios Sinas (1783-1856) : négociant grec, mécène de nombreux artistes et étudiants à Vienne (Autriche), Budapest (Hongrie) et Alexandrie (Égypte).
- Simon Sinas, fils du précédent, donateur des Académies de Budapest et d'Athènes.
- Georges Stavrou (1795-1869) : banquier grec (hôpitaux).
- Nikolaos Stournaras (1806-1853), ingénieur grec, donateur et cofondateur de l'université polytechnique nationale d'Athènes (National Metsovio Polytechnique) d'Athènes.
- Famille Tositsas, négociants et armateurs en Grèce, mécènes d'environ 150 écoles publiques grecques.
- Evángelos Záppas, mécène d'artistes et collectionneur albanais et roumain.
- Konstantinos Zappas, mécène de nombreuses écoles en Grèce.

## Scientifiques
- Theodor Capidan, archéologue et linguiste roumain.
- Elie Carafoli, pionnier dans le domaine de l'aérodynamique, ingénieur en dynamique des fluides, roumain.
- Famille Danielopol, ingénieurs, aéronauticiens, physiciens roumains.
- Famille Dinischiotou : un ministre, plusieurs universitaires, médecins roumains et français.
- Ion Djuvara, architecte roumain.
- Neagu Djuvara, historien roumain.
- Nicolae Iorga, historien en Roumanie.
- Jovan Karamata, mathématicien serbe.
- Asterios Koukoudis, historien grec.
- Mina Minovici, fondatrice de l'Institut de médecine légale de Bucarest.
- Daniel Moscopolitès, philologue roumain.
- Constantin Noica, philologue et philosophe roumain.
- Tache Papaconstantinu, architecte en Roumanie et France.
- Tache Papahagi, philologue et linguiste roumain.
- Famille Pascalis, médecins, biologistes et physiciens américains.
- Nicolae Popnicola, chimiste et physicien macédonien.
- Kocho Sidovski, historien macédonien.
- Famille Tarpa, médecins roumains.
- Alexandru Xenopol, historien roumain.

## Artistes
- Zicu Araia, écrivain roumain.
- Alexandru Arsinel, acteur roumain.
- Nicolae Batzaria, écrivain roumain.
- Cristian Paul Bedivan, sculpteur roumain.
- Nida Boga écrivain roumain.
- Constantin Belimace, poète, écrivain roumain.
- Dimitrie Bolintineanu, poète, écrivain roumain.
- Titi Ceara, sculpteur roumain.
- Constantin Colimitra, écrivain roumain.
- Dumitru Cusa, sculpteur roumain.
- Ion Luca Caragiale, dramaturge et écrivain roumain.
- Toma Caragiu, acteur et humoriste roumain.
- Matilda Caragiu Marioteanu, écrivain et académicienne roumaine.
- Ion Caramitru, acteur et metteur en scène roumain.
- Neagu Djuvara, journaliste et écrivain roumain et français.
- Ioan Foti, écrivain roumain.
- Elena Gheorghe, chanteuse roumaine.
- Paul Gherasim, peintre roumain.
- Kira Iorgoveanu Mantu, poétesse roumaine.
- Ștefan Octavian Iosif, poète roumain.
- Sandri Jani, écrivain albanais.
- Herbert von Karajan, chef d'orchestre, par ascendance.
- Apostolos Kardaras, compositeur grec.
- Konstantinos Kristallis, poète grec.
- Mitrush Kuteli, poète albanais.
- Dumitru Lala, compositeur autrichien, élève de Richard Wagner.
- Sultana Maitec, sculptrice roumaine.
- Frères Manákis, pionniers de la photographie et du cinéma dans les Balkans.
- Enache Manea, acteur de théâtre roumain.
- Iosipos Misiodax, écrivain grec.
- Gheorghe Murnu, écrivain roumain.
- Tasko Nacic, acteur serbe.
- Atanasie Nasta, écrivain roumain.
- Branislav Nušić, romancier, dramaturge, satiriste et essayiste serbe.
- Tomislav Osmanliu, écrivain de Macédoine du Nord.
- Anton Panteleïmon Petrov, poète bulgare et roumain, compositeur de l'hymne de la Roumanie.
- Dumitru Pasima, sculpteur roumain.
- Alexandru Odobescu, écrivain roumain.
- Pericle Papahagi, écrivain roumain.
- Lasgush Poradeci, poète albanais.
- Florica Prevenda, artiste-peintre roumaine.
- Camil Ressu, peintre roumain.
- Ioan Steria, romancier serbe.
- Nusi Tulliu, poète roumain.
- Mihai Tugearu, sculpteur roumain.
- Nicolae Vello, poète roumain.
- Ecaterina Vrana, artiste-peintre roumaine.
- George Vrana, écrivain et poète roumain.
- George Zalokostas, écrivain grec.

## Ecclésiastiques
- Ioan Cucuzelu (en grec Ιωάννης Κουκουζέλης, en bulgare Йоан Кукузел Ioan Kukuzel), choriste de l'église orthodoxe des Balkans au XIIIe siècle.
- Aniesã Goncea-Boiagiu (en Aroumain) ou Anjezë Gonxha-Bojaxhiu (en albanais), plus connu sous le nom de Mère Teresa, religieuse catholique albanaise.
- Andrei Șaguna, archevêque de l'église orthodoxe roumaine de Transylvanie (1864-1873), fondateur du lycée roumain de Brașov.

## Sportifs
- Simona Amanar, gymnaste en Roumanie.
- George Becali, patron du club de football Steaua (« étoile ») de Bucarest.
- Alexandra Bujduveanu, patineuse artistique macédonienne.
- Hristu Chiacu, joueur de football en Roumanie.
- Dan Coe, footballeur roumain.
- Cristian Gatu, champion de handball en Roumanie.
- Gheorghe Hagi, footballeur roumain.
- Ianis Hagi, footballeur roumain, fils du précédent.
- Simona Halep, joueuse du tennis roumaine.
- Kosta Hiohi, capitaine de l’équipe nationale de canoë de Macédoine du Nord.
- Iosca Milenkovski, champion de volleyball de Macédoine.
- Dominique Moceanu, gymnaste aux États-Unis.
- Stevan Tsigaridov, fondateur de la Fédération de tir à l'arc de Macédoine du Nord.
- Marius Stavrositu, champion de handball en Roumanie.
- Ianis Zicu, joueur du football en Roumanie.